# Posttraumatski stresni poremećaj
Posttraumatski stresni poremećaj ili PTSP (često se krivo izgovara pi-ti-es-pi jer se misli da je to engleska kratica; engleski je post-traumatic stress disorder i engleska kratica PTSD izgovara se pi-ti-es-di; pravi hrvatski izgovor je pe-te-es-pe) je odgođen ili produljen odgovor na stresni događaj. Uzrokuje ga proživljeno traumatsko iskustvo, a ono uključuje prijetnju tjelesnom integritetu te uključuje ranjavanje ili smrtni ishod. Takav događaj u gotovo svih sudionika izaziva strah, osjećaj užasa i bespomoćnosti. Primjeri takvih događaja su borbe u ratnoj zoni, oružani napadi, pljačke, silovanje, prirodne katastrofe.
U središtu traume je nametljivo sjećanje na središnji stresni (nasilni) događaj, poput slike i zvuka puščane vatre, vriskovi ili trenutačna tišina, ubod nožem, prasak puške, eksplozija mine, ranjavanje, udarac, liptanje krvi, zvukovi zrakoplova, zvukovi sirena. Javlja se i izbjegavanje svega što podsjeća na traumatski događaj te simptomi pojačane pobuđenosti.
Neposredna posttraumatska reakcija je normalna reakcija na abnormalnu situaciju. Poljuljan osjećaj sigurnosti i povjerenja, unutarnje uznemirenje, strah, nedostatak emocionalnog doživljavanja, poteškoće sa spavanjem i/ili nemogućnost da se prestane misliti o događaju iskusi gotovo svatko nakon izlaganja traumatičnom događaju. Većina ljudi se uspijeva vratiti u ravnotežu u relativno kratkom vremenu, reakcije se povlače nakon nekoliko dana. Kada stresni odgovor potraje dulje može se razviti PTSP.
Kada se čuje za PTSP, većina ljudi pomisli na ratne veterane ili vojnike, no činjenica jest da od PTSP-a može oboljeti svatko tko je iskusio traumatičan događaj. S druge strane, često se misli da svi reagiraju na traumatične događaje na isti način i da svima treba stručna pomoć što također, nije točno. Ponekad se čuje da tegobe imaju samo slabi ljudi. Rizik za razvoj PTSP-a, osim izlaganja traumatičnom događaju, ovisi i o kombinaciji rizičnih čimbenika i čimbenika otpornosti. Neki od njih su prisutni prije traume, neki su vezani za samu traumu, a neki povećavaju rizik obolijevanja nakon izlaganja traumi.
Hoće li se PTSP pojaviti ovisi o kompleksnoj kombinaciji različitih čimbenika. Pa tako na pojavu PTSP-a utječe karakter samog stresnog događaja, prethodno funkcioniranje osobe, načini reagiranja na ranije stresore i vještine suočavanja, prisutnost podrške iz okoline, ličnost, intelektualne sposobnosti, itd.
U Hrvatskoj je prisutan veći broj oboljelih osoba od PTSP-a zbog relativno nedavnog Domovinskog rata i geografskog smještaja Hrvatske na mladom nabranom gorju u kojem se često javljaju potresi.

## Povijest
Službena je medicina dugo trebala da bi prihvatila realnost da iznimno snažan stres može dovesti do privremenog ili trajnog psihičkog poremećaja. Bilo je nekih naznaka u prošlosti da bi se ovo moglo prihvatiti, no može se reći da je početak prihvaćanja kod službene medicine 1980. godine. Te je godine posttraumatski stresni poremećaj službeno uvršten u trećem izdanju Dijagnostičkog i statističkog priručnika za mentalno zdravlje (DSM-III) Američkog psihijatrijskog udruženja.
Iako se PTSP pojavljuje u zemljama koje stoljećima nisu ratovale, ipak se on uobičajeno povezuje s ratom zbog toga što se najveći broj osoba koje imaju PTSP javlja u ratu. Stoga je konceptualizacija poremećaja pratila ratne sukobe tijekom povijesti. Nakon svakog su rata znanja o ovom poremećaju bila brojnija i sadržajnija, a mijenjao se i naziv poremećaja. U američkom građanskom ratu korišteni su termini vojničko srce, iritabilno srce, Da Costin sindrom. U prvom svjetskom ratu upotrebljava se pojam šok od granate. U drugom svjetskom ratu taj se poremećaj naziva ratnom neurozom i sindromom koncentracijskih logora. Nakon korejskog rata udomaćuje se termin veteranski sindrom, a rat u Vijetnamu donosi naziv vijetnamski sindrom. Suvremeni koncepti i današnji naziv javljanju se 1980. godine u DSM-III klasifikaciji.

## Pojavnost PTSP-a
Smatra se da je prevalencija PTSP-a u općoj populaciji između 1 i 10%.
Poremećaj se može javiti u bilo kojoj životnoj dobi. Najčešći je u mlađih odraslih osoba, no taj je podatak uvjetovan povećanom izloženošću ekstremnim traumatskim događajima u toj dobi. Više od 50% ljudi tijekom života doživi barem jedno ekstremno traumatsko iskustvo koje može uzrokovati PTSP, a takvim su događajima izloženiji muškarci nego žene. U muškaraca je PTSP najčešće povezan sa sudjelovanjem u ratu, a u žena s civilnom traumom (fizički napad i silovanje).
Stope PTSP-a su veće među ratnim veteranima i drugim skupinama čija profesija povećava rizik od izloženosti traumatskim događajima (npr. policija, vatrogasci, služba hitne pomoći).
Među američkim vojnicima koji su se borili u vijetnamskom ratu u oko 30% njih razvio se potpuni PTSP, a u 22,5% djelomični oblik PTSP-a. U Hrvatskoj među veteranima Domovinskog rata 16% ima PTSP, a 25% ima neke simptome PTSP-a.

## Simptomi
Simptomi PTSP-a se javljaju najčešće tijekom prva tri mjeseca nakon traume, ali je moguće da prođu mjeseci i godine do javljanja simptoma što se događa znatno rjeđe. Ako tegobe traju mjesec dana ili duže, psihološka ravnoteža se ne uspostavlja i osoba zakazuje u funkcioniranju u većini životnih uloga.
Simptomi PTSP-a su obuhvaćeni trima skupinama simptoma:
- Ponovno proživljavanje traumatičnog događaja: nametljive snažne slike ili sjećanja povezana s traumatičnim iskustvom (eng. flashback) tako da osoba pritom ima osjećaj kao da ovdje i sada ponovno proživljava isto i/ili  uznemirujući snovi koji su dijelom ili u potpunosti povezani s traumatičnim iskustvom.
- Izbjegavanje: nastojanja da se izbjegne sve što podsjeća na iskustvo traume, unutarnji podsjetnici (npr. misli, osjećaji i tjelesne senzacije) i/ili vanjski podsjetnici na to iskustvo (npr. ljudi, mjesta, razgovori, stvari, aktivnosti i situacije). Primjerice izbjegavanja odlaska na mjesto gdje se trauma dogodila, gledanje filmova s takvim sadržajima.
- Pojačana uzbuđenost i stalni oprez i/ili stalna napetost, nervoza i niski prag tolerancije na frustraciju („kratki fitilj“, osoba „lako plane“) koji se javljaju zbog doživljaja sadašnje prijetnje i ugroze

Mogu se pojaviti i drugi simptomi, poput
- Otupjelosti opće reaktivnosti.[3]

- Učestali su simptomi anksioznosti s tremorom i nemirom.[3]
- Često se javlja osjećaj krivnje te osjećaj srama.[3]
- Nemogućnost prisjećanja važnih aspekata traumatskog(ih) događaja[4]
- Ustrajna i pretjerano negativna uvjerenja ili očekivanja od sebe, drugih ili svijeta. Primjerice "Ja sam loš(a)", "Nikome se ne može vjerovati", "Cijeli svijet je opasan" ili "Moji živci su zauvijek uništeni"[4]
- Značajno smanjeni interes za sudjelovanje u važnim aktivnostima[4]
- Osjećaji odvojenosti i otuđenosti od drugih[4]
- Nemogućnost doživljavanja ugodnih emocija, primjerice sreće, zadovoljstva, ljubavi[4]
- Poteškoće s koncentracijom[4]

Kod bivših ratnih zatvorenika i žena prognanica značajno su češće prisutni i intenziviniji simptomi ponovnog proživljavanja traumatskog događaja i simptomi izbjegavanja ili otupjele reaktivnosti (za razliku od simptoma pojačane pobuđenosti) nego kod boraca - ratnih veterana. Kod ispitanika iz hrvatskog Domovinskog rata najčešći i najintenzivniji simptomi PTSP-a koji se javljaju su smetnje spavanja, smetnje koncentracije, nastojanje izbjegavanja aktivnosti ili situacija koje pobuđuju sjećanja na traumu, iritabilnost i noćne more.
Kod ratnih veterana maligni oblik PTSP-a karakterizira nasilno, eksplozivno ponašanje, socijalna izopačenost i izolacija, gnušanje prema samom sebi i perzistentno ponovno proživljavanje ratne traume.
Kod djece se češće javljaju strah od odvajanja od roditelja/skrbnika, zaboravljanje naučenih vještina (primjerice korištenje wc školjke), teškoće sa spavanjem i noćne more, kompulzivna igra s aspektima traumatskog iskustva, razvoj novih fobija, bolovi bez vidljivog uzroka te iritabilnost i agresija.

## Dijagnosticiranje
Jedan od uvjeta za pojavu PTSP-a je izloženost stvarnoj ili prijetećoj smrti, ozbiljnom ozljeđivanju, ili seksualnom nasilju na jedan (ili više) od sljedećih načina:
- Izravno doživljavanje traumatskog(ih) događaja.[3][4]
- Osobno svjedočenje traumatskom događaju(ima) koji su se dogodili drugima.[4]
- Saznanje da su se događaj(i) dogodili članu obitelji ili bliskom prijatelju.[4]
- Višekratno ili ekstremno izlaganje izrazito neugodnim detaljima traumatskog(ih) događaja. Primjerice djelatnici službi koje prve dolaze kada treba prikupiti ljudske ostatke, policijski službenici koji su opetovano izloženi detaljima zlostavljanja djece, itd.[4]

Dijagnostički se kriteriji ponešto razlikuju za osobe mlađe i za osobe starije od 6 godina. Dijagnozu PTSP-a može postaviti jedino liječnik psihijatar.

### Komorbiditet
Zajedno s PTSP-om mogu se javiti poremećaji raspoloženja (depresija, distimija, bipolarni afektivni poremećaj), bolesti ovisnosti, anksiozni poremećaji, poremećaji ličnosti.

## Čimbenici razvoja PTSP-a
Kada se čuje za PTSP, većina ljudi pomisli na ratne veterane ili vojnike, no činjenica jest da od PTSP-a može oboljeti svatko tko je iskusio traumatičan događaj. S druge strane, često se misli da svi reagiraju na traumatične događaje na isti način i da svima treba stručna pomoć što također, nije točno. Ponekad se čuje da tegobe imaju samo slabi ljudi. Rizik za razvoj PTSP-a, osim izlaganja traumatičnom događaju, ovisi i o kombinaciji rizičnih čimbenika i čimbenika otpornosti. Neki od njih su prisutni prije traume, neki su vezani za samu traumu, a neki povećavaju rizik obolijevanja nakon izlaganja traumi.
Hoće li se PTSP pojaviti ovisi o kompleksnoj kombinaciji različitih čimbenika. Pa tako na pojavu PTSP-a utječe karakter samog stresnog događaja, prethodno funkcioniranje osobe, načini reagiranja na ranije stresore i vještine suočavanja, prisutnost podrške iz okoline, ličnost, intelektualne sposobnosti, itd.

### Biološki čimbenici
Kod osoba s PTSP-om uočavaju se smanjeni volumen i metabolička aktivnost prefrontalnog korteksa, osobito prednjeg cingularnog korteksa (uključenog u stvaranje i procesiranje emocija, učenje i pamćenje), i hipokampusa (uključenog u učenje i pamćenje).
Neurotransmitorski sustavi čija je aktivnost izmijenjena u osoba s PTSP-om su noradrenergički, dopaminergički, serotonergički te sustav endogenih opijata i endogenih benzodiazepina. Noradrenergički sustav je odgovoran za simptome straha, pojačane pobuđenosti i iritabilnosti. Promjene u dopaminskom sustavu povezuju se s hipervigilnošću, paranoidnošću i poremećajima pamćenja. Serotoninski sustav može biti povezan s depresivnim simptomima. Kod PTSP-a dolazi do smanjenje osjetljivosti benzodiazepinskih receptora i opijatskih receptora što za posljedicu ima anksioznost i emocionalnu otupjelost.
Također, uočava se preosjetljivost i hiperaktivnost amigdala što dovodi do somatskih simptoma anksioznosti.
Elektrofiziološka istraživanja u oboljelih od PTSP-a pokazala su smanjenje alfa-aktivnosti, povećanje beta-ritma te asimetriju moždanih aktivnosti. Beta-aktivnost je značajno povećana u osoba koje pokazuju agitirano, antisocijalno i agresivno ponašanje u odnosu na one s kliničkom slikom depresivnog, samookrivljavajućeg i suicidalnog oblika PTSP-a.

### Bihevioralne teorije
Bihevioralne teorije naglašavaju važnost traumatskog događaja i osnovnih oblika učenja. Temelji se na Mowrerovoj dvofaktorskoj teoriji učenja anksioznosti. Ona obuhvaća načela klasičnog i instrumentalnog uvjetovanja i prema njoj do pojave PTSP-a dolazi u dvije faze. U prvoj je fazi potencijalno traumatizirajući događaj bezuvjetni podražaj koji dovodi do intenzivnog straha i anksioznosti (bezuvjetna reakcija). Svi podražaji prisutni u trenutku trajanja traumatskog događaja "vezuju" se s njim čime postaju uvjetni podražaji koji mogu u svakom trenutku izazvati reakciju intenzivnog straha i anksioznosti preko procesa klasičnog uvjetovanja,
U drugoj fazi osoba pokušava izbjeći negativne emocije vezane za traumatski događaj te izbjegava uvjetne podražaje, što putem instrumentalnog uvjetovanja biva nagrađeno, jer izbjegavanjem podražaja izbjegavaju se negativni osjećaji straha i tjeskobe. No izbjegavanje podražaja dugoročno ima negativne posljedice jer ne dopušta prirodno gašenje veze između uvjetnih podražaja i reakcije i tako se poremećaj produljuje.

### Kognitivne teorije
Kognitivne teorije PTSP-a počivaju na modelu interakcijskog djelovanja obilježja traumatskog stresora i osobina pojedinca te na modelima procesiranja informacija. Svaki pojedinac prima i prorađuje podatke iz okoline na svoj individualni i jedinstven način. U skladu s percipiranim podatcima, tumačenjima njihove važnosti, razumijevanjem veza i značenja koje događaj ima za osobu, pojedinac prilagođava svoje ponašanje. Kada se osoba ne može nositi s posljedicama događaja, javlja se PTSP. S obzirom na to da je riječ o ekstremnim događajima, sjećanja će dugo biti vrlo živa, pobuđivat će snažne osjećaje i u pamćenju će se stvoriti mreža informacija o opasnim podražajima, koja će onda utjecati i na percepciju. Zbog toga osoba ostaje kontinuirano u stanju pojačanog opreza, a nastojeći smanjiti razinu tjeskobe počinje izbjegavati svaki podražaj koji pobuđuje takva stanja. Ako su načini suočavanja sa stresom maladaptivni (povlačenje, izbjegavanje, ovisnost o drugima), tada dolazi do stalne izmjene intruzivnog sjećanja i izbjegavajućeg ponašanja, odnosno razvija se PTSP.

## Vrste PTSP-a
Postoji nekoliko podjela ovog poremećaja.
Jedna se odnosi na kompletni PTSP (prisutni simptomi iz svih tri skupina: flashbackovi, izbjegavanje i pojačana pobuđenost) i djelomični PTSP (nisu prisutni simptomi iz sve tri skupine).
S obzirom na vremenske odnose postoji akutni oblik poremećaja (traje do 3 mjeseca), kronični (traje dulje od 3 mjeseca) i odgođeni (simptomi se javljaju barem 6 mjeseci nakon doživljene traume).
Postoji i podjela na impulzivni (heteroagresivni, sa simptomima trajne pobuđenosti) i depresivni tip (autoagresivni, sklon samookrivljavanju).
S obzirom na sadržaj traumatskog događaja PTSP može biti rezultat različitih iskustava poput vojnog sukoba, zlostavljanja ili zanemarivanja djece, rasizma, nesreće, prirodne katastrofe, osobne tragedije, nasilja...

## Rizični čimbenici
Istraživalo se rasprostranjenost PTSP-a kod vijetnamskih veterana. Razna istraživanja daju brojke o zastupljenosti PTSP od 3,5% kod neranjavanih veterana koji nisu izravno sudjelovali u bitkama do 54% kod sudionika teških bitaka. Posebno je čest u bivših ratnih zarobljenika, ratnih veterana, izbjeglica i prognanika, žrtava torture i sl.
Viši rizik za razvoj PTSP-a imaju osobe 
- s ranijom izloženosti traumi te ranijim psihičkim poremećajima, poput eksternalizirajućih ili anksioznih problema u dječjoj dobi, paničnog poremećaja, depresije, PTSP-a, opsesivno-kompulzivnog poremećaja...[4]
- nižeg socioekonomskog statusa, slabijeg obrazovanja, nepovoljnim okolnostima u djetinjstvu (npr. zbog siromaštva, obiteljske disfunkcionalnosti, razvoda ili smrti roditelja), niže inteligencije, psihičke bolesti u obiteljskoj anamnezi, status manjinske skupine.[4]
- ženskog roda te mlađe dobi u trenutku kada se dogodio traumatski događaj[4]
- negativno procjenjuju događaje, nemaju dovoljno razvijene vještine suočavanja[4]
- koje razviju akutni stresni poremećaj[4]
- koje su naknadno ponavljano izložene uznemirujućim podsjetnicima na traumu, imaju loše životne događaje nakon traume, novčane i druge gubitke povezane s traumom.[4]

Viši rizik za razvoj PTSP-a javlja se s višom magnitudom traume, kada je viši doživljaj ugroženosti vlastitog života, iskustvo ranjavanja, nasilja između ljudi (naročito ako je traumu izazvao skrbnik), a za vojnike ako su sudjelovali u zločinu, svjedočili masakru ili ubijali neprijatelje. Osim toga, disocijacija koja se pojavi za vrijeme traume i nastavi kasnije, također je čimbenik rizika.
Zaštitni čimbenik je dobra socijalna podrška prije i nakon izloženosti traumatskom događaju.

## Treba li osoba s PTSP-om potražiti pomoć?
Osoba koja ima neke od simptoma PTSP-a treba što prije potražiti stručnu pomoć iz nekoliko razloga. Jedan od njih je pravilna procjena: izlaganja psihičkoj traumi, rizičnih i zaštitnih čimbenika, opasnosti osobe za sebe i druge, težine simptoma i dijagnostičke procjene, medicinskog i funkcionalnog statusa i komorbiditeta. Nakon ovako provedene procjene se odlučuje o modalitetima liječenja. Neke osobe neće trebati specifično liječenje, dok će s druge strane, nekima biti indicirano hitno bolničko liječenje, a većini pacijenata neki od vidova liječenja koje je moguće provoditi ambulantno ili kroz programe dnevnih bolnica.
Osim toga, bolje su prognoze ako se stručna pomoć potraži ranije. Vremenom se neliječeni simptomi PTSP-a mogu pogoršati. Pravovremeno traženje stručne pomoći, informiranje o mogućim terapijama, mjestima gdje se može potražiti pomoć i koja pitanja postaviti može olakšati dobivanje pomoći i dovesti do boljih ishoda.
Simptomi PTSP-a mogu utjecati na obiteljski život te narušiti odnose u obitelji. Oboljela osoba može primijetiti da se povlači od drugih i da se više ne slaže s prijateljima te da postaje ljuta, lako razdražljiva, čak i nasilna. Traženje pomoći za PTSP može poboljšati obiteljski život.
PTSP može biti povezan za drugim zdravstvenim problemima. Na primjer, pokazalo se da je PTSP povezan s problemima sa srcem. Traženje pomoći za PTSP može umanjiti i te zdravstvene probleme.

## Liječenje
Neće svakome tko je doživio traumatičan događaj trebati psihološka prva pomoć, dok će rijetkima trebati specifična stručna pomoć. U okviru psihološke prve pomoći se pruža nespecifična pomoć čiji su ključni elementi: kontakt i uključenost; sigurnost i ugodnost; stabilizacija i umirivanje; prikupljanje informacija; praktična pomoć u zadovoljenju neposrednih potreba; povezivanje s članovima obitelji, prijateljima, zajednicom; pružanje informacija i povezivanje sa službama. Na taj se način, kod nekih osoba, može spriječiti razvoj PTSP-a.
U liječenju PTSP-a koristi se terapija razgovorom, farmakoterapija (tj. terapija lijekovima) ili oboje. 
Terapija PTSP-a pomaže pri olakšavanju simptoma na način da se osobi pomaže pri suočavanju s proživljenom traumom. Tijekom terapije istražuju se misli i osjećaji vezani uz traumatski događaj kako bi se smanjio snažan utjecaj koji imaju na život osobe. Također, radi se na smanjivanju osjećaja krivnje i nepovjerenja, uči se kako se nositi s ponavljanim slikama i sjećanjima, osvještava se i radi na vježbanju učinkovitih strategija rješavanja problema koji su povezani s utjecajem PTSP-a na život osobe i odnose s drugima.
Vrste terapija koje se koriste u liječenju PTSP-a uključuju:
Kognitivno-bihevioralnu terapiju usmjerenu na traumu. Pri tome se osoba postepeno "izlaže" osjećajima i situaciji koja ju podsjeća na traumatski događaj i uči se preoblikova nekorisne misli o iskustvu u funkcionalnije, tzv. kognitivno restrukturiranje. Obično se kombiniraju s vještinama ovladavanja tjeskobom/smanjenja stresa koje su usmjerene specifično na olakšavanje tegoba PTSP-a, npr. progresivna mišićna relaksacija. Važna sastavnica svih intervencija je i psihoedukacija, to jest učenje o traumi i stresu.
Obiteljska terapija može pomoći bliskim osobama u razumijevanju kroz što prolazi član obitelji oboljeli od PTSP-a te se može zajedno raditi na odnosima u obitelji.
EMDR (eng. Eye Movement Desenzitization and Reprocessing; hrv. desenzitizacija i reprocesiranje pokretima očiju) uključuje elemente kogntivno-bihevioralne terapije koji se povezuju s pokretima oka ili drugom ritmičnom, lijevo-desno stimulacijom, poput tapkanja rukama ili korištenja zvukova. Mehanizam ovog terapijskog tretmana nije u potpunosti jasan, no pokazuje se učinkovitost u nekim slučajevima. Pretpostavlja se da ove tehnike pomažu u "odmrzavanju" procesa procesiranja informacija u mozgu, koji se "zaledi", to jest ometen je kada se doživi ekstremni stres.
U Hrvatskoj postoji nekoliko telefonskih linija za pružanje besplatne psihološke podrške (što može biti prvi korak u informiranju) te postoje internetske baze za pretraživanje psihoterapeuta. Osim toga savjetodavni i klinički psiholozi te psihoterapeuti rade u Savjetovalištima za mentalno zdravlje županijskih Zavoda za javno zdravstvo Republike Hrvatske, bolnicama, školama, centrima za socijalnu skrb, različitim udrugama i privatnim savjetovalištima.
Psihofarmakoterapija za PTSP se provodi u suradničkom odnosu između pacijenta i terapeuta. Ako je moguće, nastoji se primjenjivati jedna vrsta lijeka, a lijekovi izbora za liječenje PTSP-a su antidepresivi koji imaju učinak na sržne simptome poremećaja. Ako su potrebni drugi lijekovi dodaju se stabilizatori raspoloženja osobito kod onih koji  teško podnose frustraciju, često mijenjaju raspoloženje i impulzivni su. Antipsihotici novije generacije se uvode kod pacijenta  koji pate od  tvrdokornih tegoba poput nesanice, pojačane pobuđenosti, nepovjerljivosti i sumnjičavosti, straha, te intenzivnih ponovnih proživljavanja. Lijekovi za spavanje se mogu dati u razdobljima pogoršanja (maksimalno do 4 tjedna). Primjenu lijekova za smirenje ne preporučuju suvremene terapijske smjernice, upravo suprotno, preporuka je protiv uzimanja ovih sredstava zbog kratkoročnih i dugoročnih štetnih posljedica.
Neke metode koje osoba može sama učiniti da si pomogne u suočavanju sa PTSP-om su:
- učenje o traumi i PTSP-u
- pridruživanje grupi za podršku osobama oboljelim od PTSP-a
- učenje i prakticiranje tehnika relaksacije
- uključiti se u fizičke aktivnosti, vježbom se otpuštaju endorfini što poboljšava raspoloženje (npr. ritmične vježbe koje aktiviraju ruke i noge, hodanje, trčanje, plivanje, plesanje, planinarenje, borilački sportovi, teretana)
- povjeriti se osobi od povjerenja
- provoditi vrijeme s osobama koje nas usrećuju i koje su optimistične
- boraviti u prirodi
- održavati zdrave životne navike: odvojiti vrijeme za odmor i opuštanje, izbjegavati alkohol i droge, zdravo se hraniti, dovoljno spavati.

## Prognoza
Prognoza ovisi o više čimbenika. Ona je bolja ako je početak nagao, simptomi kraće traju, odsutne su disocijacije, osoba premorbidno dobro funkcionira, postoji socijalna podrška, nema komorbititetnih poremećaja.
U godini dana nakon traumatskog događaja oko 30% bolesnika doživi potpuni oporavak, 40% djelomični, 20% imaju srednje izražene simptome, a 10% je nepromijenjenog ili pogoršanog stanja.
Simptomi PTSP-a traju različito dugo, a mogu biti prisutni i 30 do 50 godina nakon traumatskog događaja.

## Pomaganje djetetu u suočavanju s traumatskim događajem
Djetetova reakcija na traumatski događaj može biti pod velikim utjecajem reakcije roditelja. Djeca različite dobi, čak i adolescenti, kod roditelja traže utjehu i sigurnost u razdobljima krize. Ako roditelj doživi traumatski događaj kada i dijete, ključno je da roditelj poduzme korake kako bi pomogao sam sebi u suočavanju sa stresnim posljedicama. Čak i novorođenčad može "pokupiti" stres i anksioznost roditelja. Brinući se za vlastito emocionalno zdravlje i dobrobit roditelji mogu imati više umirujući učinak na dijete i biti u boljoj mogućnosti pomoći svojem djetetu. Dijete će slijediti i postupke brige koje roditelj poduzima za sebe.
Preporuča se i:
- Imati na umu da svi različito reagiraju na traumu te da osjećaji dolaze i odlaze u valovima. Dijete može biti energično u jednom, a povučeno u drugom periodu, dok je u trećem zamrznuto u strahu i tuzi. Nema ispravnog ili krivog osjećaja.
- Poticati dijete da otvoreno izrazi sve svoje osjećaje, ali nemojte ga siliti na razgovor.
- Dopustiti djetetu tugovanje za gubitcima. To može biti gubitak prijatelja, rođaka, kućnog ljubimca, kuće ili jednostavno uobičajenog načina života
- Ne poticati dijete da se opsesivno usmjerava na traumatski događaj. Potaknite dijete da se bavi drugim aktivnostima koje ga mogu zaokupiti i gdje može steći socijalnu podršku. U obitelji je moguće zajedničko čitanje, igranje igara ili jednostavno gledanje filma.
- Vježbajte tehnike opuštanja
- Uspostavite ponovni osjećaj sigurnosti. U tome može pomoći zagrljaj i uvjeravanje.
- Održite rutinu. Uspostavite predvidljivu strukturu dana što će pomoći djetetu da svijet ponovno doživi kao stabilnim mjestom. Pokušajte održati redovno vrijeme za ručak, zadaće i obiteljske aktivnosti.
- Razgovarajte o budućnosti i planovima za budućnost. To može pomoći djeci da budućnost dožive manje zastrašujućom i nepredvidljivom.
- Održite svoja obećanja. Ne obećavajte ono što ne možete ispuniti jer to ruši osjećaj povjerenja.
- Priznajte ako nešto ne znate.
- Djeca se mogu brinuti o vlastitoj sigurnosti čak i kada je traumatski događaj prošao. Pomozite djetetu da situaciju smjesti u odgovarajući kontekst.
- Ograničite djetetu gledanje vijesti i izloženost videima koji pokazuju traumatski događaj.
- Razgovarajte s djetetom na način koji je prikladan za djetetovu dob
- Potičite fizičku aktivnost, npr. sudjelovanje u sportu, obiteljski boravak na zraku, igra djeteta s prijateljima ili kućnim ljubimcem izvan kuće...
- Usmjerite dijete na zdravu prehranu
- Potražite stručnu pomoć za dijete ako se ni nakon 6 tjedana od događaja dijete ne osjeća bolje, ako dijete ima teškoće u funkcioniranju u školi, ako doživljava zastrašujuća sjećanja i noćne more, ako se pojavljuju fizički simptomi stresa poput glavobolja ili bolova u trbuhu, dijete ima teškoća u povezivanju s obitelji i prijateljima, ako dijete ima suicidalne misli te ako dijete izbjegava sve više stvari povezanih za traumatski događaj.

## Kako biti podrška bliskoj osobi koja boluje od PTSP-a?
Kada član obitelji, partner ili prijatelj boluje od PTSP-a to utječe i na osobe oko oboljelog. Moguće je da će se dogoditi narušavanje odnosa.
PTSP uzrokuje da oboljela osoba nema potpunu kontrolu nad vlastitim ponašanjem. Živčani sustav je "zapeo" u stanju stalne pobuđenosti, zbog čega se osjećaju ranjivo i nesigurno te ponovno proživljavaju traumatsko iskustvo. To može dovesti do ljutnje, iritabilnosti, depresije, nepovjerenja i drugih simptoma PTSP-a koje oboljela osoba ne može samo odabrati da će isključiti.
Pružanje podrške oboljeloj osobi može doprinijeti u liječenju i oporavku narušenih odnosa.

### Pružanje socijalne podrške[17]
Često se osobe s PTSP-om povlače od obitelji i prijatelja. Možda osjećaju sram, krivnju, ne žele biti na teret drugima ili vjeruju da drugi neće razumjeti kroz što prolaze. Važno je poštovati granice osobe, dok je s druge strane socijalna podrška jedan od važnih čimbenika oporavka.
- Nemojte siliti voljenu osobu na razgovor. Osobama s PTSP-om može biti vrlo teško razgovarati o traumatskom događaju. Za neke, razgovor o njemu može pogoršati simptome. Umjesto toga, kažite im da ste voljni slušati kada budu spremni razgovarati i budite s njima i kada ne žele razgovarati. Utjeha dolazi i od osjećaja prihvaćenosti, ne samo od razgovora.
- Radite uobičajene stvari s voljenom osobom, aktivnosti koje nemaju veze s traumatskim događajem i PTSP-om. Podržite osobu da se uključi u hobije koji mu pružaju zadovoljstvo, druženje s prijateljima i sudjeluje u fizičkoj aktivnosti. Zajedno otiđite na sat fitnesa, plesanja ili organizirajte ručak s prijateljima.
- Pustite da osoba preuzme vodstvo, umjesto da im govorite što da radi. Svaki je čovjek drugačiji, no većina ljudi instinktivno zna što ih čini umirenijim i sigurnijim. Oslonite se na to.
- Upravljajte vlastitim stresom. Što ste mirniji, opušteniji i fokusiraniji moći ćete pružiti bolju podršku voljenoj osobi.
- Budite strpljivi. Oporavak je proces za koji je potrebno vrijeme i uključuje posrtanje. Važno je ostati optimističan i održavati podršku.
- Educirajte se o PTSP-u. Što više znate o simptomima i opcijama liječenja bolje ćete razumjeti osobu i znati kako pomoći.
- Prihvatiti i očekujte vlastite miješane osjećaje. Budite spremni na kompleksne pomiješane osjećaje, koje možda nećete željeti niti priznati. Zapamtite da neugodni osjećaji ne znače da ste prestali voljeti osobu.

### Aktivno slušanje[17]
Kada osoba koja boluje od PTSP-a odluči nešto podijeliti, pokušajte je slušati bez očekivanja i osuđivanja. Pokažite interes i ne brinite se oko davanja savjeta. Važno je da se sluša s pažnjom.
Moguće je da će osoba s PTSP-om imati potrebu ponovno prepričavati događaj. To je dio procesa liječenja pa pokušajte izbjeći poriv da zaustavite osobu u tome.
Neke stvari koje čujete mogu biti teške za slušanje. U redu je da Vam se ne sviđa što čujete, ali važno je poštovati osjećaje i reakcije drugih osoba. Ako se postavite neodobravajuće, zgroženo i osuđujuće vjerojatno Vam se neće ponovno otvoriti.
Neke zamke koje je dobro izbjeći su: uvjeravanje da će sve biti u redu, davanje savjeta i govorenje što bi netko trebao napraviti, okrivljavanje oboljele osobe za sve probleme u vašem odnosu, umanjivanje ili negiranje traumatskog iskustva, postavljanje ultimatuma i prijetnji, govorenje da je osoba sretna što nije gore prošla.

### Izgradnja povjerenja i sigurnosti[17]
Trauma mijenja način na koji osoba vidi svijet, zbog čega mogu osjećati stalnu opasnost, prijetnju i strah. Također, narušava povjerenje u sebe i druge ljude. 
- Izrazite posvećenost vašem odnosu. Dajte osobi do znanja da ste tu.
- Stvorite rutine. Struktura i predvidljiv raspored može obnoviti osjećaj stabilnosti i sigurnosti.
- Pokušajte umanjiti stres koji se događa kod kuće.
- Razgovarajte o budućnosti i planovima za budućnost. To može pomoći osobi da budućnost doživi manje zastrašujućom i nepredvidljivom.
- Održite svoja obećanja. Ne obećavajte ono što ne možete ispuniti jer to ruši osjećaj povjerenja.
- Opazite i pohvalite snage i prednosti oboljele osobe.
- Tražite načine kako osnažiti voljenu osobu. Umjesto da radite nešto umjesto njih, pokušajte im pomoći da izgrade samopouzdanje dajući im izbor i postepeno ih ohrabrivati u obavljanju različitih zadataka.

### Predviđanje i upravljanje okidačima[17]
Okidač za simptome PTSP-a može biti bilo što - osoba, mjesto, stvar, situacija - koja podsjeća oboljelu osobu na traumu. Neki su okidači očiti, primjerice ratni veteran može doživjeti simptome kada vidi svoje suborce ili glasan zvuk sličan pucnjavi. Za druge je okidače potrebno vrijeme da ih se primijeti, prepozna i razumije, poput pjesme koja je svirala kada se odvijao traumatski događaj, pa tako ta pjesma ili pjesme istog glazbenog žanra mogu biti okidači simptoma. Osim toga, okidači ne moraju biti samo izvanjski, već ih ima i unutrašnjih, primjerice fizička nelagoda poput gladi, umora ili snažne emocije poput osjećaja bespomoćnosti.
Zajedno razgovarajte o mogućim okidačima te što im je u prošlosti pomoglo, a što odmoglo kada bi se pojavio određeni okidač. Zatim zajedno osmislite plan kako ćete reagirati u budućnosti. Odlučite s oboljelim kako ćete vi reagirati kada doživi noćnu moru, flashback ili panični napad. Plan će pomoći da situacija bude manje zastrašujuća za oboje. Također, moći ćete pružiti bolju podršku osobi i pomoći joj da se brže umiri. Primjerice moguće je usmjeriti osobu da pogleda prostoriju u kojoj se nalazi i detaljno opisuje što vidi, potaknuti je na duboko disanje, izbjeći nagle pokrete, pitati prije nego što ih dodirnete...

### Suočavanje s nasiljem i ljutnjom[17]
PTSP može dovesti do teškoća u upravljanju emocijama i impulsima. Kod oboljelog to se može očitovati kao izrazita iritabilnost, promjenjivost raspoloženja i eksplozije bijesa.
Osobe oboljele od PTSP-a žive u stalnom stanju fizičkog i emocionalnog stresa. Često imaju teškoće sa spavanjem, što znači da su stalno iscrpljene i na rubu što povećava vjerojatnost pretjeranog reagiranja na dnevne stresore.
- Prepoznajte znakove ljutnje kod osobe, poput stiskanja čeljusti ili šaka, glasnijeg pričanja ili fizičkog nemira. Poduzmite korake za ublažavanje situacije čim primijetite početne znakove.
- Pokušajte ostati sabrani to može spriječiti eskalaciju situacije.
- Dajte osobi prostora. Izbjegavajte dovođenje osobe u gužvu ili hvatanje osobe jer se onda može osjećati ugroženom.
- Pitajte kako možete pomoći. Na primjer: "Što mogu učiniti u ovom trenutku da ti pomognem?" Možete predložiti pauzu od razgovora ili aktivnosti ili promjenu aktivnosti.
- Stavite sigurnost na prvo mjesto. Ako je oboljela osoba sve više uznemirena unatoč pokušajima da se smiri, napustite zgradu ili se zaključajte u jednu prostoriju. Nazovite policiju ako vas je strah da će osoba nauditi sebi ili drugima.
- Pomozite osobi da upravlja svojom ljutnjom. Ljutnja je normalna, zdrava emocija, ali kada je kronična i eksplozivna može se oteti kontroli i imati ozbiljne posljedice na odnose, zdravlje i psihičko stanje. Osoba može naučiti kontrolirati ljutnju istražujući uzroke problema i učeći zdravije strategije izražavanja emocija.

### Podržavanje odlaska na terapiju[17]
Iako je Vaša ljubav i podrška važna, mnogi ljudi koji imaju PTSP trebaju profesionalnu psihološku terapiju. No predlaganje te teme može biti osjetljivo.
- Pričekajte pravo vrijeme da izrazite vlastitu zabrinutost. Nemojte to spominjati kada se sukobljavate. Također, pazite na jezik i nemojte optuživati drugu osobu da je "luda", "slaba" i slično. Ukažite da je terapija način učenja novih vještina koje mogu pomoći u suočavanju s mnogim izazovima koje PTSP donosi.
- Naglasite prednosti. Primjerice, terapija može pomoći osobi da bude samostalnija i da stekne veći osjećaj kontrole nad vlastitim životom. Može pomoći u smanjenju anksioznosti i izbjegavanja koje ih sprječava u obavljanju nekih aktivnosti koje žele raditi.
- Usmjerite se na određene probleme. Usmjerite se da terapija može pomoći u specifičnim problemima poput upravljanja ljutnjom, smanjenju anksioznosti ili poboljšanju koncentracije.
- Prihvatite i priznajte ograničenja terapije. Primjerice, možete reći "Znam da terapija nije magični lijek i možda će trebati neko vrijeme dok ne nađeš odgovarajućeg terapeuta. Ali čak i ako pomogne samo malo, vrijedit će."
- Uključite druge osobe kojima oboljeli vjeruje. Primjerice predložite razgovor s liječnikom, određenim prijateljem, učiteljem, trenerom, vjerskim vođom...
- Potaknite osobu da se priključi grupi za podršku oboljelima od PTSP-a. Uključivanje s drugima koji su prošli slična iskustva može pomoći oboljelima u smanjivanju osjećaja krivnje i usamljenosti.

### Briga za sebe[17]
Ako dopustite da osoba s PTSP-om dominira vašim životom i ignorirate vlastite potrebe, to je dobar put do sagorijevanja i sekundarne traumatizacije. Možete razviti vlastite traumatske simptome slušajući priče ili kroz izloženost uznemirujućim simptomima i flashbackovima. Što se osjećate iscrpljenije i preplavljenije to je veći rizik da ćete razviti traumatske simptome.
Kako bi imali snage biti podrška voljenoj osobi i smanjili svoj rizik od sekundarne traumatizacije trebate se brinuti i njegovati samu/og sebe.
- Brinite se za svoje fizičke potrebe: dovoljno sna, redovita tjelovježba, zdravi obroci, briga o zdravstvenom stanju.
- Njegujte vlastiti sustav podrške. Oslonite se na članove obitelji, bliske prijatelje, vlastitog terapeuta ili grupu podrške, vašu vjersku zajednicu. Razgovor o vlastitim osjećajima i iskustvima može donijeti olakšanje.
- Napravite vremena za vlastite potrebe. Održavajte kontakt s prijateljima, uključite se u aktivnosti koje volite, održavajte hobije. Važno je da u životu imate stvari kojima se radujete i kojima se možete nagraditi za trud koji ulažete.
- Podijelite odgovornost. Pitajte druge članove obitelji i prijatelje da vam pomognu kako bi ste uzeli pauzu.
- Prepoznajte, postavite i komunicirajte vlastite granice. Budite realistični oko toga što možete dati. Prepoznajte svoja ograničenja i kažite im svojim članovima obitelji i ostalima koji su uključeni te se slušajte sebe i ne ignorirajte svoje mogućnosti.

## Sekundarna (posredna) traumatizacija
Sekundarna ili posredna traumatizacija odnosi se na razvijanje traumatskih simptoma kod osoba koje nisu izravno svjedočile traumatskom događaju, već se često dolaze u kontakt s iskustvima osoba koje su proživjele traumatski događaj. Često se događa kod osoba koje rade u pomagačkim profesijama. To su struke čiji opis posla podrazumijeva pružanje podrške traumatiziranim ljudima te su, općenito gledajući, usmjerene na pomaganje ljudima u rješavanju njihovih životnih nedaća i prevladavanju teških događaja i iskustava (poput socijalnih radnika, psihologa, liječnika i zdravstvenih djelatnika, socijalnih pedagoga, policajaca…). Ova zanimanja ubrajaju se među najstresnija zanimanja.
Jedna od osnovnih posljedica traumatskog događaja je gubitak osjećaja sigurnosti, a taj se simptom nalazi i kod ljudi u pomagačkim profesijama. Ljudi koji svoj radni vijek provedu radeći sa zlostavljanom djecom, terminalnim bolesnicima, nasilnim ljudima itd. drugačijim naočalama gledaju svijet od onih koji takve poslove ne rade. Taj pogled uključuje viđenje svijeta kao opasnog mjesta, što ima posljedice na brojne aspekte svakodnevnog ljudskog iskustva (odnose s drugima, roditeljstvo, životne odabire, navike…). Među posljedice sekundarne traumatizacije ubrajaju se; na emocionalnom planu osjećaji straha, tuge, očaja, krivnje, ljutnje i tjeskobe, uz javljanje različitih somatskih teškoća, teškoća s pamćenjem, slabiju koncentraciju, poricanje i iskrivljavanje doživljaja te različite promjene u ponašanju od poteškoća u komunikaciji s drugima, osamljivanja i povlačenja do naglašenije agresije. Važno je istaknuti da sve ove reakcije i klijenata i pomagača, predstavljaju univerzalne i uobičajene reakcije povezane uz traumatsko iskustvo, a ne psihopatološka odstupanja ili „bolest“.
Killan (2008) ističe faktore koje su pomagači prepoznali kao podržavajuće i koji ublažuju učinke posredne traumatizacije poput prepoznavanja znakova posredne traumatizacije i zamora, identificiranje njihova izvora kao i razvijanje osobnih strategija nošenja, uključivanje i sudjelovanje u superviziji i/ili vršnjačkim/kolegijalnim grupama, kontinuiranu edukaciju i pristup novim informacijama i tehnikama. Nužno je znanja o profesionalnom stresu i posrednoj traumatizaciji integrirati u programe stručnog osposobljavanja ali i kontinuirano raditi na osnaživanju, svjesnosti i osjetljivosti na utjecaj posla koji obavljamo na nas te razvijati  efikasne strategije podrške, kako na osobnoj tako svakako i na organizacijskoj razini. Izrazito važnu ulogu u smanjenju učinka posredne traumatizacije ima i socijalna podrška i radno okruženje. Potrebni su, dakle, sustavni i u struci utemeljeni napori kako bi se kontinuirano preveniralo sekundarnu traumatizaciju i zamor pomagača, interveniralo kada je to potrebno, a samim time i podizala (profesionalna) kompetencija za rad s vrlo često izrazito složenim i zahtjevnim situacijama i teškim životnim pričama klijenata.

## Posttraumatski rast
U velikoj većini slučajeva izloženost traumatskim događajima dovodi do razvoja niza negativnih emocija, psiholoških odgovora u smjeru razvoja depresije, anksioznosti, brojnih psihosomatskih odgovora kao i posttraumatskog stresnog poremećaja. Klinička zapažanja kao i znanstvene spoznaje govore u prilog postojanja tzv. otpornosti na traumu koja ublažava negativno djelovanje traumatskog događaja i iskustva na psihološku dobrobit. Otpornost na traumu je konceptualizirana u pojmu posttraumatskog rasta. Posttraumatski rast općenito uključuje promjene u osobnoj snazi, odnosima s drugima i životnoj filozofiji. Rezultat je procesiranja osjećaja vezanih uz traumu i proradu ponavljajućih misli zbog preispitivanja temeljnih vjerovanja o svijetu, a u cilju prihvaćanja traumatskog iskustva kao dijela života. Posttraumatski rast je ujedno i proces i ishod.
Prihvaćanje traume odnosi se na pokušaj davanja osobnog smisla proživljenom iskustvu, odnosno pronalasku smisla u vlastitom postojanju. Pronalazak osobnog smisla u proživljenoj traumi doprinosi boljoj subjektivnoj evaluaciji vlastitog života te doprinosi porastu psihološke dobrobiti pojedinca.
Posttraumatski rast ne predstavlja samo otpornost na traumu, već uključuje novu perspektivu i drugačiji način funkcioniranja – transformativni odgovor na traumu. Dosadašnja istraživanja ukazuju da se dobiti i koristi posttraumatskog rasta mogu svrstati u nekoliko kategorija:
- emocionalni i psihološki rast
- razvijanje postojećih snaga i otkrivanje skrivenih sposobnosti koje mijenjaju vlastiti koncept i sliku o sebi
- jačanje kvalitetnih odnosa i napuštanje opterećujućih
- davanje prioriteta svim onim događajima u kojima osoba može rast i razvijati se, živeći i uživajući u trenutku
- uspostava bolje životne perspektive.

Koncept posttraumatskog rasta je izrazito složen i brojni čimbenici imaju značajnu ulogu na putu od traume do posttraumatskog rasta i psihološke dobrobiti. Neke karakteristike ličnosti i socijalni faktori mogu djelovati kao protektivni faktori nakon objektivnih traumatskih okolnosti, tj. izloženosti ratnom iskustvu i doprinijeti doživljavanju i osobnog rasta.
Posttraumatski rast ne isključuje posttraumatski stresni poremećaj, a vrijedi i obratno. Što znači da ista osoba može doživjeti i PTSP i postraumatski rast.

## Vanjske poveznice
- Stranice za potporu  Arhivirana inačica izvorne stranice od 5. svibnja 2019. (Wayback Machine) Britanske stranice za PTSP potporu.
- Nice Institut  Arhivirana inačica izvorne stranice od 4. veljače 2009. (Wayback Machine) liječenje PTSP-a kod djece i odraslih
- DailyStrength  Arhivirana inačica izvorne stranice od 1. prosinca 2007. (Wayback Machine) internetska grupa za podršku oboljelima od PTSP-a.
- PBS: A Soldier's Heart iskustva o oboljelima od PTSP-a iz Afganistana i Iraka
- Informacije o vojnom tipu PTSP-a  Arhivirana inačica izvorne stranice od 14. ožujka 2021. (Wayback Machine)
- Traumatic Stress Clinic Neprofitna služba za oboljele od PTSP-a Sydney, Australia.
- Gift From Within  Arhivirana inačica izvorne stranice od 19. srpnja 2021. (Wayback Machine) međunarodna neprofitna organizacija za preživjele žrtve trauma
- Kako mozak funkcionira na promjene u ratu, The Telegraph, London, January 26, 2009
- Centar za žrtve seksualnog nasilja
- Online prijava zlostavljanja djeteta - RED BUTTON
- Prijava zločina iz mržnje nad LGBTIQ+ osobama  Arhivirana inačica izvorne stranice od 19. siječnja 2021. (Wayback Machine)
- BESPLATNA PUBLIKACIJA: “Djeca i obitelji prije, tijekom i nakon potresa” Poliklinike za zaštitu djece i mladih Grada Zagreba  Arhivirana inačica izvorne stranice od 30. prosinca 2020. (Wayback Machine)
- Snimka webinar-a 'Kako sačuvati sebe dok pomažemo drugima?' Zagrebačkog psihološkog društva

|  | Molimo pročitajte upozorenje o korištenju medicinskih informacija. Ne provodite liječenje bez savjetovanja s liječnikom! |